# 알스톤 스콧 하우스홀더
알스톤 스콧 하우스홀더(Alston Scott Householder, 1904년 5월 5일~1993년 7월 4일)는 수리생물학 및 수치 해석, 하우스홀더 변환(Householder transformation)의 발명 및 하우스홀더 메소드로 유명한 미국의 철학자, 수학자였다.

## 생애
하우스홀더는 앨라배마에서 청년기를 보냈다. 1925년 일리노이주 노스웨스턴 대학교에서 철학 학사 학위를, 1927년 코넬 대학교에서 철학 석사 학위를 받았다. 1937년 시카고 대학에서 박사 학위를 준비하면서 수학을 가르쳤다. 그의 논문은 변이 미적분(변분법)의 주제를 다루었다.
박사 학위를 받은 후, 하우스홀더는 시카고 대학의 니콜라스 라세프스키(Nicolas Rashevsky)와 다른 여러 연구자들과 함께 수리생물학 분야에 집중했다.
1946년 하우스홀더는 맨해튼 프로젝트의 오크리지 국립연구소(Oak Ridge National Laboratory)의 수학 부문에 합류하였다.
이 시기에 그의 관심사가 수치 해석으로 옮겨갔다. 1969년 그는 오크리지 국립연구소를 떠나 테네시 대학교(University of Tennessee)의 수학 교수로 옮겼다. 1974년 그는 은퇴하여 캘리포니아의 말리부에 살았다.
그는 미국산업및응용수학회(SIAM) 및 미국 컴퓨터 협회(ACM)의 회장을 역임했다.

## 같이 보기
- 니콜라스 라세프스키

## 참고
- http://aprender-mat.info/coreano/historyDetail.htm?id=Householder%5B깨진+링크(과거+내용+찾기)%5D